# Mory-Montcrux
Mory-Montcrux és un municipi francès, situat al departament de l'Oise i a la regió dels Alts de França. L'any 2007 tenia 95 habitants.

## Demografia

### Població
El 2007 la població de fet de Mory-Montcrux era de 95 persones. Hi havia 32 famílies de les quals 4 eren unipersonals (4 dones vivint soles i 4 dones vivint soles), 16 parelles sense fills i 12 parelles amb fills.
La població ha evolucionat segons el següent gràfic:
Habitants censats

### Habitatges
El 2007 hi havia 36 habitatges, 30 eren l'habitatge principal de la família, 4 eren segones residències i 2 estaven desocupats. Tots els 36 habitatges eren cases. Dels 30 habitatges principals, 29 estaven ocupats pels seus propietaris i 1 estava llogat i ocupat pels llogaters; 2 tenien tres cambres, 5 en tenien quatre i 23 en tenien cinc o més. 25 habitatges disposaven pel capbaix d'una plaça de pàrquing. A 16 habitatges hi havia un automòbil i a 14 n'hi havia dos o més.

### Piràmide de població
La piràmide de població per edats i sexe el 2009 era:
| Homes | Edats   | Dones |
| ----- | ------- | ----- |
| 0     | 95 o +  | 0     |
| 0     | 90 a 94 | 0     |
| 0     | 85 a 89 | 0     |
| 0     | 80 a 84 | 0     |
| 0     | 75 a 79 | 0     |
| 4     | 70 a 74 | 4     |
| 0     | 65 a 69 | 0     |
| 0     | 60 a 64 | 4     |
| 0     | 55 a 59 | 0     |
| 4     | 50 a 54 | 0     |
| 4     | 45 a 49 | 4     |
| 4     | 40 a 44 | 8     |
| 4     | 35 a 39 | 0     |
| 4     | 30 a 34 | 4     |
| 4     | 25 a 29 | 8     |
| 0     | 20 a 24 | 0     |
| 0     | 15 a 19 | 4     |
| 16    | 10 a 14 | 8     |
| 16    | 5 a 9   | 0     |
| 4     | 0 a 4   | 16    |

## Economia
El 2007 la població en edat de treballar era de 59 persones, 37 eren actives i 22 eren inactives. De les 37 persones actives 32 estaven ocupades (21 homes i 11 dones) i 5 estaven aturades (2 homes i 3 dones). De les 22 persones inactives 3 estaven jubilades, 4 estaven estudiant i 15 estaven classificades com a «altres inactius».
Activitats econòmiques
Dels 3 establiments que hi havia el 2007, 2 eren d'empreses de fabricació d'altres productes industrials i 1 d'una empresa de comerç i reparació d'automòbils.
L'any 2000 a Mory-Montcrux hi havia 5 explotacions agrícoles que ocupaven un total de 545 hectàrees.

## Poblacions més properes
El següent diagrama mostra les poblacions més properes.